# Pterocryptis
Pterocryptis – rodzaj ryb sumokształtnych z rodziny sumowatych (Siluridae).

## Zasięg występowania
Azja Południowa i Południowo-Wschodnia.

## Klasyfikacja
Gatunki zaliczane do tego rodzaju:
- Pterocryptis anomala – sum chiński[3]
- Pterocryptis barakensis
- Pterocryptis berdmorei
- Pterocryptis bokorensis
- Pterocryptis buccata
- Pterocryptis cochinchinensis
- Pterocryptis crenula
- Pterocryptis cucphuongensis
- Pterocryptis furnessi
- Pterocryptis gangelica
- Pterocryptis indica
- Pterocryptis inusitata
- Pterocryptis subrisa
- Pterocryptis taytayensis
- Pterocryptis verecunda
- Pterocryptis wynaadensis

Gatunkiem typowym jest Pterocryptis gangelica.